# Дело о полой монете
Дело о полой монете (англ. Hollow Nickel Case) – расследование ФБР, начавшееся после обнаружения контейнера, замаскированного под американскую монету, содержавшее закодированное сообщение Уильяма Августа Фишера (Рудольф Иванович Абель).

## Предыстория
22 июня 1953 года четырнадцатилетний Джимми Бозар (англ. Jimmy Bozart), разносивший газеты Brooklyn Eagle в жилом доме на Фостер-авеню, 3403, в нью-йоркском районе Бруклин, получил пятицентовую монету, которая показалась ему слишком легкой. Когда он уронил монету на землю – монета раскололась и из неё выпал микрофильм с шифровкой. Джимми Бозар рассказал об этом дочери офицера полицейского управления Нью-Йорка, а та сообщила детективу, который через два дня рассказал о странной монете агенту ФБР.
После того как агент ФБР Луис Хан (англ. Louis Hahn) получил монету с микрофильмом, агентство попыталось выяснить источники появления монеты и взломать шифр. Аверс монеты был датирован 1948 годом и имел обычный медно-никелевый состав, но реверс, судя по сплавам меди и серебра, использовавшимся в этот период, был отчеканен в период между октябрем 1942 и концом 1945 года. На микрофильме каждый номер состоял из пяти цифр, 21 набора по пять в семи колонках и еще 20 наборов в трех колонках, что в общей сложности составляет 207 наборов по пять цифр. Ключа к шифру не было. ФБР почти четыре года пыталось выяснить источник появления монеты и взломать шифр.
Только когда в мае 1957 года агент КГБ Рейно Хейханен решил перейти на сторону американцев, ФБР удалось связать «пустую монету» с деятельностью КГБ. Хейханен некоторое время работал в США, но был отозван в Москву, а уезжать не хотел и будучи проездом в Париже на обратном пути в Советский Союз, совершил побег.
ФБР выяснило, что «пустая монета» была получена Хейханеном из тайника, но он её случайно потратил, прежде чем открыть контейнер с микрофильмом. Хейханен предоставил ФБР информацию, необходимую для взлома шифра – расшифрованное сообщение оказалось посланием Хейханену из Москвы с кратким приветствием и инструкциями:

1.	ПОЗДРАВЛЯЕМ ВАС С БЛАГОПОЛУЧНЫМ ПРИБЫТИЕМ. ПОДТВЕРЖДАЕМ ПОЛУЧЕНИЕ ВАШЕГО ПИСЬМА ПО АДРЕСУ `V REPEAT V` И ПРОЧТЕНИЕ ПИСЬМА № 1.
2.	ДЛЯ ОРГАНИЗАЦИИ ПРИКРЫТИЯ МЫ ДАЛИ УКАЗАНИЕ ПЕРЕДАТЬ ВАМ ТРИ ТЫСЯЧИ В МЕСТНОЙ (ВАЛЮТЕ). ПРЕЖДЕ ЧЕМ ВКЛАДЫВАТЬ ИХ В КАКОЙ-ЛИБО ВИД БИЗНЕСА, ПРОКОНСУЛЬТИРУЙТЕСЬ С НАМИ, ПОСОВЕТОВАВШИСЬ О ХАРАКТЕРЕ ЭТОГО БИЗНЕСА.
3.	СОГЛАСНО ВАШЕЙ ПРОСЬБЕ, МЫ ПЕРЕДАДИМ ФОРМУЛУ ПРИГОТОВЛЕНИЯ МЯГКОЙ ПЛЕНКИ И НОВОСТИ ОТДЕЛЬНО, ВМЕСТЕ С ПИСЬМОМ (ВАШЕЙ) МАТЕРИ.
4.	ЕЩЕ РАНО ПОСЫЛАТЬ ВАМ ГАММЫ. ШИФРУЙТЕ КОРОТКИЕ ПИСЬМА, А ДЛИННЫЕ ДЕЛАЙТЕ СО ВСТАВКАМИ. НЕЛЬЗЯ ПЕРЕДАВАТЬ В ОДНОМ ШИФРОСООБЩЕНИИ ВСЕ ДАННЫЕ О СЕБЕ, МЕСТО РАБОТЫ, АДРЕС И Т. Д. ПЕРЕДАВАЙТЕ ВСТАВКИ ОТДЕЛЬНО.
5.	ПОСЫЛКА БЫЛА ДОСТАВЛЕНА ЛИЧНО ВАШЕЙ ЖЕНЕ. В СЕМЬЕ ВСЕ В ПОРЯДКЕ. ЖЕЛАЕМ ВАМ УСПЕХОВ. ПРИВЕТ ОТ ТОВАРИЩЕЙ. НОМЕР 1, 3 ДЕКАБРЯ.

Хейханен (кодовое имя «Вик») рассказал ФБР о ряде советских оперативников в Северной Америке, включая Виталия Григорьевича Павлова, бывшего сотрудника советского посольства в Оттаве, Александре Михайловиче Короткове и сержанте армии США Рое Родсе (англ. Roy Rhodes) под кодовым именем «Квебек», который когда-то работал в гараже американского посольства в Москве. Советские власти завербовали Родса при помощи «компрометирующих материалов» (данные о супружеской неверности во время прохождения службы в Москве).
Что ещё более важно, Хейханен помог ФБР раскрыть личности двух своих главных контактов в Нью-Йорке: Михаила Николаевича Свирина (бывшего сотрудника Организации Объединенных Наций) и Уильяма Августа Фишера – кодовое имя «Марк».
Свирин вернулся в Советский Союз в октябре 1956 года и находился вне американской юрисдикции,  но Фишер продолжал работать в Соединенных Штатах и собирал информацию об американской атомной программе и подводных лодках ВМС США.
С помощью Хейханена ФБР вычислило и арестовало Фишера в Бруклине; в гостиничном номере и фотостудии, где он жил, было найдено множество предметов шпионского оборудования: камеры и пленка для изготовления микроточек, шифровальные колодки, запонки, полая кисточка для бритья, коротковолновые радиоприемники и многочисленные потайные контейнеры.
Фишер, назвавший властям имя Рудольф Иванович Абель, предстал перед федеральным судом Нью-Йорка и в октябре 1957 года был обвинен как советский шпион по трем пунктам:
- Сговор с целью передачи оборонной информации Советскому Союзу
- Сговор с целью получения оборонной информации
- Сговор с целью действовать в США в качестве агента иностранного правительства без уведомления государственного секретаря.

На суде Хейханен свидетельствовал против Фишера.
25 октября 1957 года присяжные признали «Рудольфа Абеля» виновным по всем трем пунктам обвинения. 15 ноября 1957 года судья Мортимер Байерс (англ. Mortimer W. Byers) приговорил Фишера к трем срокам лишения свободы с одновременным отбыванием:
- 30 лет лишения свободы;
- 10 лет лишения свободы и 2000 долларов штрафа;
- 5 лет лишения свободы и 1000 долларов штрафа.

10 февраля 1962 года Фишер был доставлен в Берлин и обменян на американского пилота Фрэнсиса Гэри Пауэрса, сбитого во время осуществления разведывательного полёта и находившегося в заключении в Советском Союзе.

## В популярной культуре
Дело Рудольфа Абеля неоднократно становилось сюжетом для фильмов и книг:
- Фильм 1959 года «История ФБР» (англ. The FBI Story) с Джеймсом Стюартом в главной роли, снятый под личным контролем директора ФБР Эдгара Гувера.
  - В фильме все действия «Дела Рудольфа Абеля» происходят на протяжении двух недель, бруклинский газетчик заменен на службу чистки одежды, а пятицентовая монета заменена на монету в полдоллара.[5]
- Эпизод декабря 1962 года телесериала Джека Уэбба под названием «Не тот пятак» (англ. The Wrong Nickel).[6]
- Фильм Стивена Спилберга «Шпионский мост» 2015 года.
  - Кульминацией фильма является последующий обмен пленными Абелем и Фрэнсисом Гэри Пауэрсом, сбитого во время полёта над Советским Союзом.
- В марте 2016 года на канале American Heroes Channel вышел эпизод сериала «Забытая история» под названием «Борьба за свободу».

Эпизод посвящен роли Джимми Бозарта в раскрытии этого дела.

## Дополнительные материалы
- "Rudolph Ivanovich Abel (Hollow Nickel Case)" FBI.
- Cromley, Col. Ray (5 августа 1963). Red Spy Schools Do Job Well. Santa Cruz Sentinel. p. 7 — newspapers.com. (photo of the hollow nickel){{cite news}}:  Википедия:Обслуживание CS1 (postscript) (ссылка)